# Saint-Nabor
Saint-Nabor – miejscowość i gmina we Francji, w regionie Grand Est, w departamencie Dolny Ren.
Według danych na rok 1990 gminę zamieszkiwały 434 osoby, a gęstość zaludnienia wynosiła 230 osób/km² (wśród 903 gmin Alzacji Saint-Nabor plasuje się na 509. miejscu pod względem liczby ludności, natomiast pod względem powierzchni na miejscu 675.).